# チャートプロッター

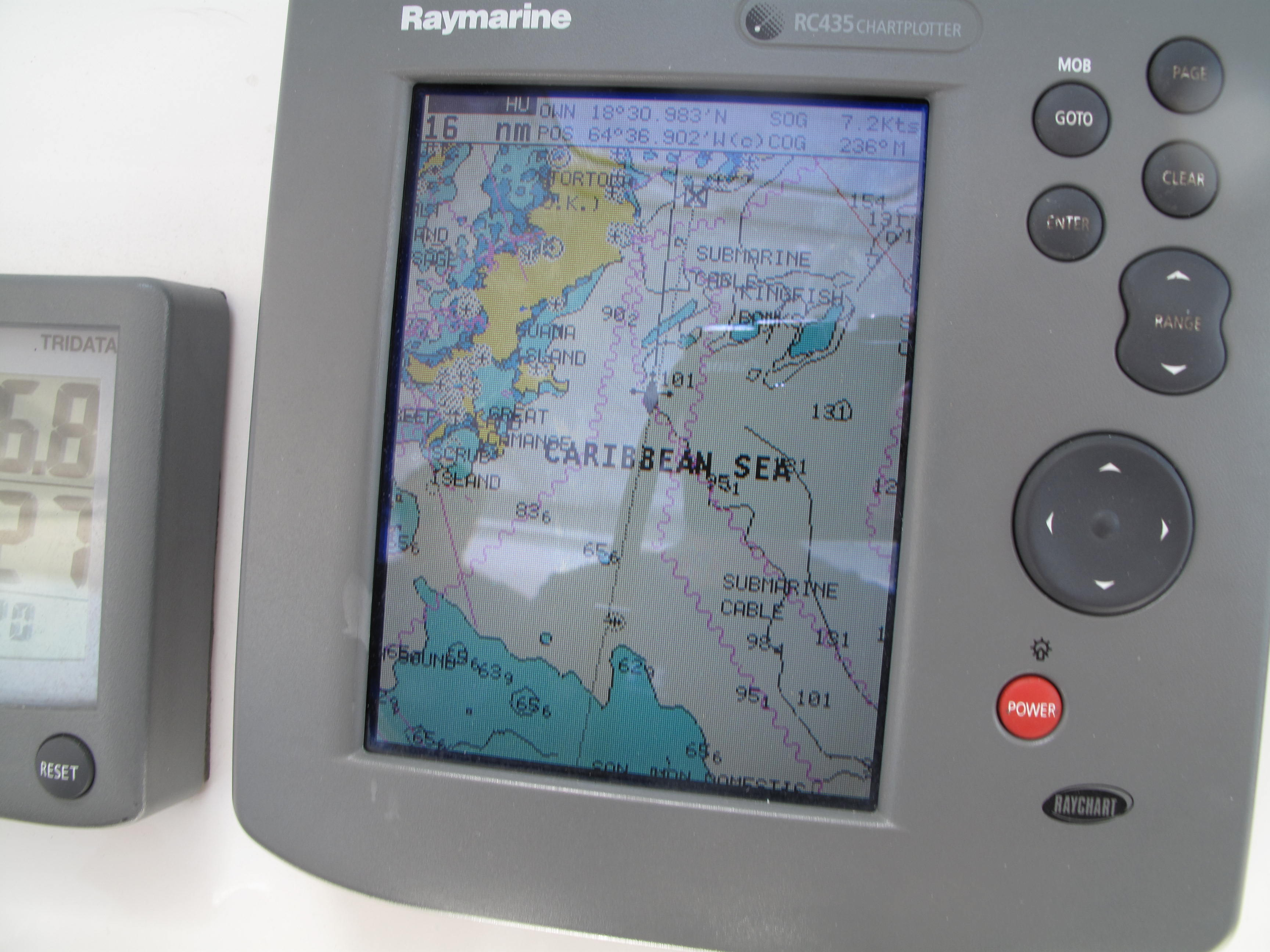
レイマリン製のチャートプロッタ

チャートプロッター（英語: Chartplotter）は、船舶のナビゲーション目的で搭載される電子機器。衛星測位システムであるGPSデータと航海用電子海図（ENC）を統合し、カラーディスプレイ上に各種情報が表示される。「チャートプロッタ」とも表記され、日本では「GPSプロッター」や「GPSプロッタ魚探」とも呼ばれる。

## 概要

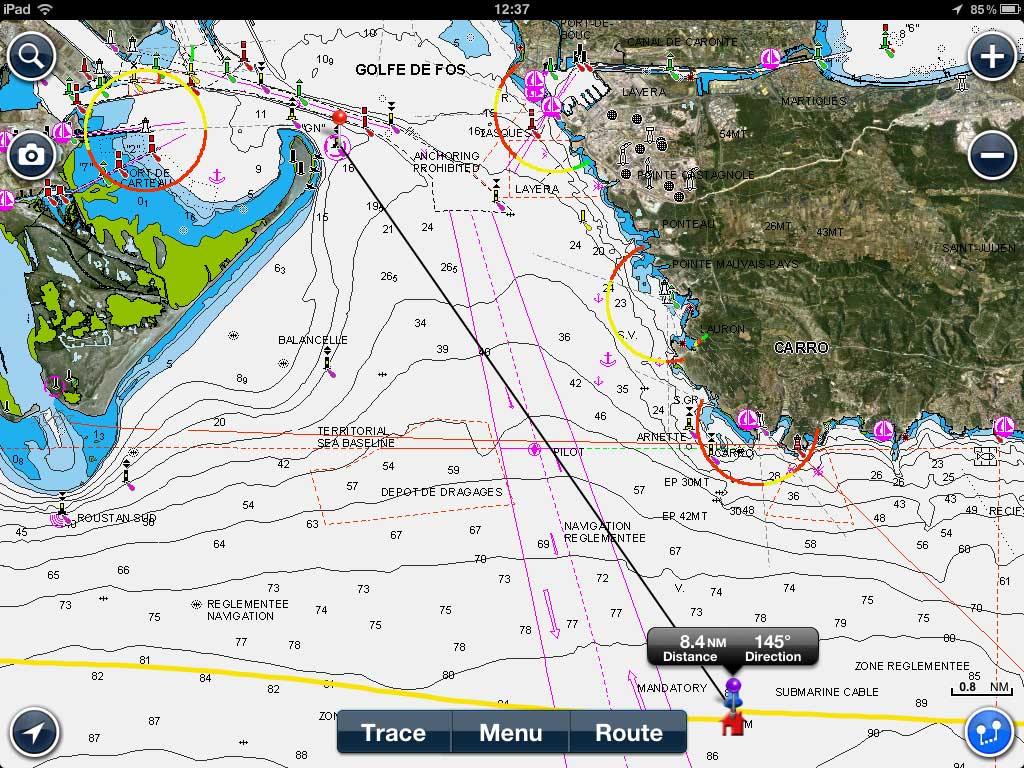
チャートプロッタに表示される各種情報

電子海図上に自船の位置、方位、速度などの他にレーダー情報、自動船舶識別装置（AIS）情報なども表示され、チャートプロッタは特定の海洋アプリケーションに適合するよう製造されており、気象情報、風速、潮汐、水深、魚群探知機やソナーなど、各種センサからの情報データを追加で表示することも可能である。また、ズーム機能により、海域をさまざまな縮尺、解像度、ディテールで表示することもできるため、これら各種最新の情報を船長に提供できるため重要な航行支援ツールとなっている。情報が表示されるディスプレイは一画面に情報を集約表示することが可能なマルチファンクションディスプレイとなるため、各種情報が半透明のレイヤー状に表示されることで船舶周辺海域の状況が一目瞭然となる。
元々チャートプロッタは、主に大型船舶で使用されており、これらの装置は現在、国際水路機関（IHO）の基準に準拠した、航海に使用される地理情報システムである電子海図情報表示装置（ECDIS；エクディス）に統合されている。1990年代の急激な価格下落により、チャートプロッタが一般化し、2022年時点でプレジャーボートや漁船、遊覧船などの小型船舶にも搭載されることが標準的となっている。
2005年には、GPSと海図表示を備えた携帯電話が発売されている。現代のスマートフォンでは、小さなディスプレイ上に海図を表示することも可能である。しかし、スマートフォンをメインの航法機器として使用する場合、天候や手荒な扱いに対する保護が不十分である。このほか、ノートパソコンやタブレット機器も安価な代用品としての利用が広がっているが、情報量が多いものや3D表示などを行うチャートプロッターはCPUやGPU、メモリに高い処理能力を必要とするため、ハイエンドシステムの多くは専用のハードウェア設計となっている。なお、最新のモデルでは衛星画像のオーバーレイを含めた港湾や船の上下左右を俯瞰的に見渡すことが可能な機器も登場している。
SOLAS条約の改定により2002年7月1日以降、一部船舶を除き全地球的衛星航法装置（GNSS）又は全地球的無線航法装置（ロランC）のいずれかを搭載することが義務付けられており、日本国内では国際航海を行う全ての旅客船と総登録トン数20トン以上の船舶への搭載が義務化された。なお、ロランCは2015年に日本国内での運用が終了しており、20トン未満は小型船舶に該当するためAISと同じく搭載の義務は無いが、船舶事故の7割は小型船舶によるものであることから、海上保安庁では簡易型AISとGNSS機器の搭載を推奨している。

## システム
チャートプロッタは、人工衛星からの位置情報（ガリレオ、GPS、GLONASS、WAASなど）を取得し、それを海図上にオーバーレイ表示する必要があり、専用ハードウェアでの地図更新は、通常、画面のリフレッシュレートは5Hzから30Hzとなっている。
他の船舶システムと同様、チャートプロッタは一般的に単独で使用されることは無く、商業船舶では、あらゆる条件下で船舶を誘導することが可能な一体型システムである集中船橋設備（IBS；Integrated Bridge System）の一部となっている。なお、これらの機器には、ソナー、無線機、非常用位置指示無線標識装置（EPIRB）が含まれている。

## 電子海図
個々の電子海図、より一般的に海図のデータベースこそがチャートプロッタの心臓部であり、チャートプロッタシステムは、その海図以上の精度を確約するものでは無く、海図が適切な政府機関によって認定されていない非公式海図（ラスター海図）や航行用電子参考図（ERC：Electronic Reference Chart）を用い、国際海事機関（IMO）から装置の型式認証を得ていないチャートプロッタシステムは電子海図装置（ECS）となる。
海図が国際海事機関と各国の水路機関の公式海図（ベクター海図）を使用し、装置認証を満たしている機器を使用したチャートプロッタシステムは電子海図情報表示装置（ECDIS）として認定され、ECDISを2基設置することでバックアップシステムと見做されるため、紙の海図を保持せず航行することが許可されている。しかし、非常に高価であり、操作に専門の資格を必要とするため大型船以外では一般的でない。ECDISを使用しないチャートプロッタシステムを使用する場合、船舶は紙の海図を保持することが規則により定められている。
SOLAS条約の改訂により2012年から2018年にかけ段階的に国際航海に従事する総登録トン数500トン以上の旅客船、及び3,000トン以上のタンカー、貨物船にECDISの搭載が義務化された。